# First Hill
First Hill est un quartier de la ville de Seattle, dans l'État de Washington aux États-Unis.